# ROOKEY
『ROOKEY』（ルーキー）は、RIZEの1枚目のスタジオ・アルバム。2000年11月22日発売。発売元はEpic Records。
キャッチコピーは「21世紀へ向けて、「RIZE音」発信!」。

## 収録曲
全曲作詞：Jesse　作曲・編曲：RIZE
1. MUSIC
2. King Size
3. ROCKS
4. Why I'm Me
5. Back Fire（Director's Cut）
6. Rough Day
7. PLUG
8. wind
9. one eye monky
10. 必殺
11. カミナリ

## 演奏
- JESSE：Vocals & Guitar
- 金子ノブアキ：Drums & Vocals
- TOKIE：Bass & Vocals